# Clubiona scenica
Clubiona scenica là một loài nhện trong họ Clubionidae.
Loài này thuộc chi Clubiona. Clubiona scenica được Hercule Nicolet miêu tả năm 1849.